# Manuel Antonio
Manuel Antonio Pérez Sánchez (Rianjo, 12 de julio de 1900-ibídem, 28 de enero de 1930) fue un poeta español que escribió en lengua gallega. Nunca empleó sus apellidos para firmar los trabajos literarios.

## Biografía
Nació en el seno de una familia conservadora. A los dos años fue a vivir a Padrón por causa de la tuberculosis que padecía su padre, y de la que moriría cuándo Manuel Antonio sólo tenía cuatro años. Vivió primero en la casa de la abuela materna y después con un tío que ejercía, en aquel momento, como chantre de la parroquia de Iria Flavia.
Las primeras enseñanzas las recibió en este ambiente dominado por el conservadurismo y la religiosidad, contra el que ya desde bien pronto mostraría su rebeldía. Con solo once años le escribió una carta a su madre en la que le comunicaba la decisión de no seguir la carrera eclesiástica, y se matriculó en 1913 en un instituto de Santiago de Compostela para estudiar el bachillerato. Allí vivió a partir del 1914 durante los meses que duraba el curso escolar. Santiago quedó en su memoria como el lugar mágico dónde comienza, junto algunos compañeros, la militancia en el galleguismo y en el republicanismo. En sus estadías en Rianjo se relacionó con Rafael Dieste, un joven de su edad con el que compartía el interés por la literatura y el nacionalismo, y con su primo Roxelio, que lo animó a participar en la vida literaria y política desde pequeño.
Como muestra en sus cartas, el bachillerato no le interesaba. Sin embargo, las cuestiones políticas y literarias le atraían cada vez más, adoptando siempre una actitud radical y rebelde que se oponía frontalmente al ambiente en el que pasó la infancia. Su primera rebeldía es contra el conservadurismo carlista y, por extensión, la germanofilia. Cuando en 1918, durante la Primera Guerra Mundial, los alemanes atacaron barcos franceses, Manuel Antonio y su primo Roxelio le pidieron al cónsul francés en La Coruña que los alistase en la Legión Extranjera. Ante la imposibilidad de hacerlo en el consulado, decidió ir él mismo a Francia, pero fue detenido en la frontera y pasó unos días en la cárcel. Posteriormente intentó, también sin éxito, participar en la Revolución Rusa de Octubre. También en el año 1918, con solo diecisiete años, envió sus primeros poemas a revistas y periódicos, y llegó a mantener una polémica con el director de la revista Suevia sobre la calidad de sus composiciones.
Poco a poco comenzó a concienciarse en la lucha anticaciquil que iban extendiendo los movimientos agraristas e hizo de sus poemas un arma de lucha, incluso en contra de la ideología de su familia, a cuyo objeto alguna vez solicitaba que al pie del poema sólo constaran sus iniciales. En 1919 envía un soneto a La Redención, «O sol d'a libertade». Su director lo rechazó porque los versos empleados no eran endecasílabos, como marcaban los cánones clásicos. Sin embargo le aconsejó que siguiera escribiendo textos en prosa (sic) de contenido civil y lo animó en su interés por el movimiento agrarista. A partir de este momento sus preocupaciones se centraron en la lucha anticaciquil, en el nacionalismo, primero, en el anarquismo, después, y en su producción literaria, que, excepto algunos pocos poemas iniciales, está escrita íntegramente en gallego.
En 1919 Rafael Dieste y Manuel Antonio le escribieron a Castelao para que actuara como intermediario entre ellos y Vicente Risco, reconocido como el guía teórico de los miembros del Grupo Nós y más de aquellos jóvenes con inquietudes nacionalistas y literarias, pues era, sin duda alguna, la persona más informada de las novedades artísticas que aparecían en Europa. Fue también Risco quien introdujo a Manuel Antonio en los movimientos de vanguardia en Europa y en España. Pero Vicente Risco, poco convencido del interés de estas corrientes para la literatura gallega, a pesar de escribir el primer poema futurista en esta lengua en 1920, le recomendó a Manuel Antonio que reparara en algunos aspectos que eran, a su modo de ver, importantes para la nueva literatura gallega, como el folclore (aspecto sobre el que Manuel Antonio había de mantener más tarde largas discusiones epistolares con Castelao, intentando ver cuál sería la manera más sencilla de incluir los elementos populares en la creación artística sin caer en el ruralismo), el saudosismo portugués (este sentimiento tenía como máximo representante a Teixeira de Pascoaes, autor muy relacionado con los intelectuales y con los artistas de vanguardia gallegos, entre ellos, Álvaro Cebreiro), los haiku japoneses (composiciones de tres versos en las que se capta el instante y que intentan provocar emociones en el lector por medio de la yuxtaposición de imágenes) y, sobre todo, le recomendó la búsqueda de un estilo propio, sencillo, no marcado por escuelas literarias.
Su formación literaria y política procedía, además de las informaciones de los maestros, de un amplio abanico de lecturas. Recibía casi todas las publicaciones literarias y galleguistas del momento (A Nosa Terra, Nós, Céltiga, La Centuria, Alfar... ) e intercambia consejos y libros con sus amigos, combinando los clásicos con los autores más modernos. Esencial en su formación teórica —y en la concepción del único poemario que publicó en vida, De catro a catro— fue la lectura de la obra de Jean Epstein La poésie de aujourd´hui. Un nouvel état d´intelligence (1921), que tradujo al gallego. La supresión de la secuencia espacio-temporal como fórmula para "ir más allá" en la auténtica percepción de la realidad, sin padecer la distorsión de la misma que obedece al engaño de los sentidos,y que está presente en los versos más decididamente vanguardistas del poeta, procede de las reflexiones que llevó a cabo a partir de la lectura de Epstein. Igualmente se ha señalado la importancia de otros autores y títulos, tal es el caso de Huidobro, Guillermo de Torre, P. Reverdy... No obstante, es preciso indicar que el vanguardismo de Manuel Antonio manifiesta siempre un sello personal inconfundible al tiempo que único en la literatura gallega.
En 1919, siguiendo los consejos de su primo Roxelio, comenzó sus estudios de náutica en Vigo, una ciudad que describe paródicamente («Yo en Vigo estoy en un desierto: un desierto poblado de pantallas cinematográficas») y en la que no se siente cómodo. Sin embargo, fue aquí donde tuvo la ocasión de participar en la II Asamblea Nacionalista (celebrada en 1921) y de conocer personalmente a los miembros más destacados del galeguismo, entre ellos a Risco, con el que había mantenido solo trato epistolar. De ella salió un Manuel Antonio fuertemente convencido por el ideario nacionalista y muy combativo, lo que le provocó discusiones con sus amigos de infancia (Roxelio y Rafael Dieste) que no adoptaron un compromiso tan radical como el suyo con el galleguismo.

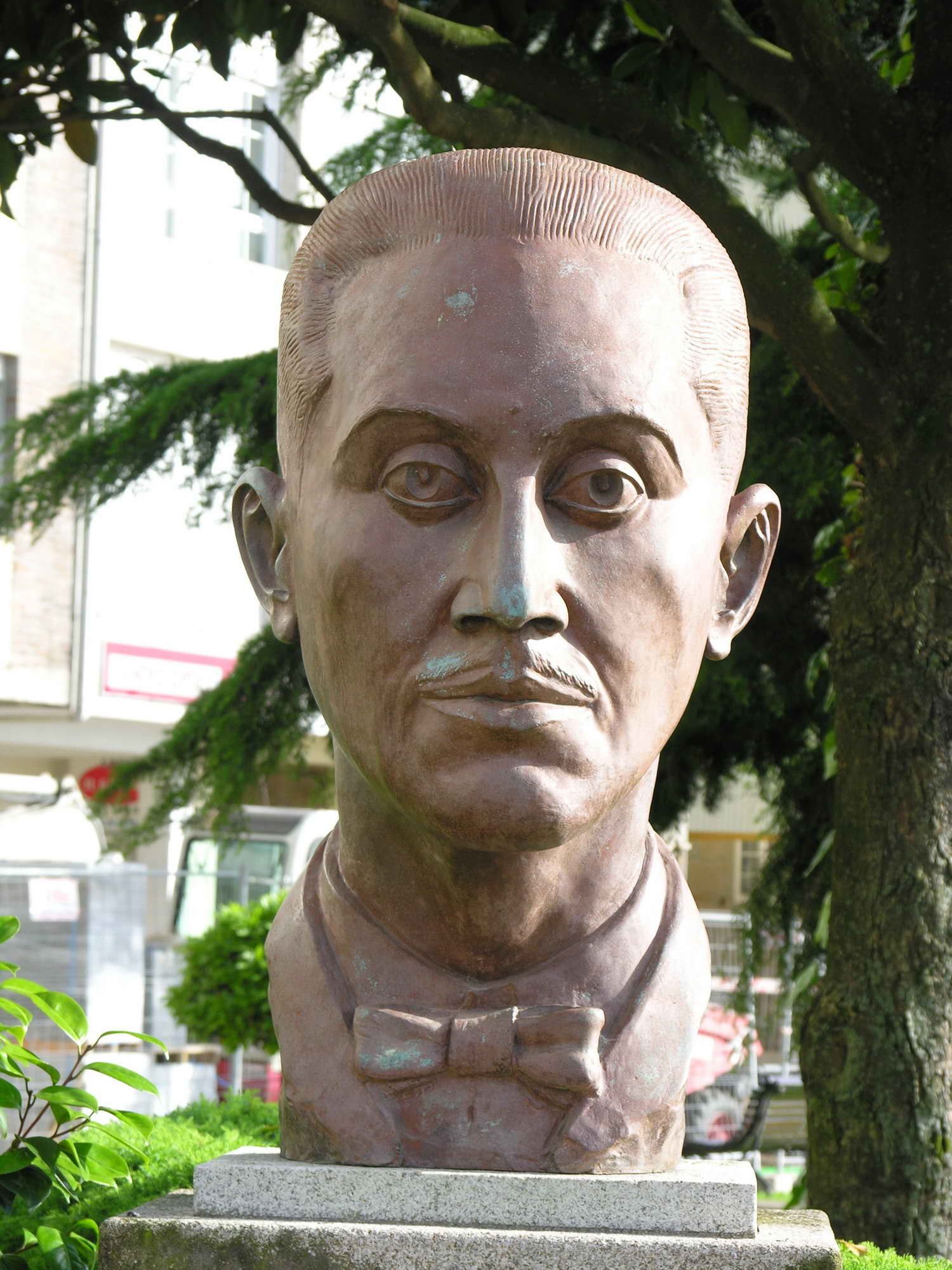
Busto de Manuel Antonio en Rianjo, su ciudad natal.

Comenzó a cartearse con Victoriano Taibo, estéticamente continuador de la línea tradicional de Cabanillas, pero que supo reconocer y admirar el hacer poético de Manuel Antonio y su novedad, como demuestra una carta en la que le pide información sobre la poesía moderna. A partir de 1921 comenzó una intensa actividad literaria. Colaboró en revistas (entre ellas Alfar, de La Coruña, en la que participan importantes vanguardistas de la literatura española) y periódicos, e incluso formó parte del consejo de redacción de una de ellas, Ronsel, de Lugo. En 1922 publicó, junto al debutante Álvaro Cebreiro, el manifiesto «¡Máis alá!», que ellos mismos se encargaron de divulgar por Galicia y el extranjero. Este manifiesto, el único que aparece en la literatura gallega de la época, fue un auténtico revulsivo para el sector más conservador del galleguismo, como el que se daba entonces en las Irmandades da Fala, que vio en él un ataque político concebido por Antón Villar Ponte, pero no desató una polémica de la intensidad que esperaban los autores.
En 1923 terminó los estudios de náutica y se matriculó en Filosofía y Letras en la Universidad de Santiago, llevado por la atracción que sobre él ejerció siempre Compostela, pero nunca llegaría a conseguir la licenciatura.
A la espera de hacer las prácticas de piloto náutico, regresa a Rianjo, donde seguía la actualidad literaria a través de la prensa (leía casi todas las revistas publicadas en Galicia y algunas extranjeras) y del intercambio de lecturas con sus amigos, pues no formó parte activa de las tertulias literarias, más propias de la ciudad que de una villa pescadora como Rianjo, donde no tenía ya con quien compartir las inquietudes artísticas (le dice a Dieste en una carta que Rianjo puede disputarle a Roma el nombre de Ciudad Eterna). La soledad vital se fue acentuando cada vez más. Ya no enviaba tan a menudo poemas a la prensa y su producción literaria se fue construyendo con más tranquilidad, más cuidada y personal. Se intensificó el individualismo en su obra y en su vida, y cultivaba su particular imagen externa, alejada de los convencionalismos burgueses, más cercana al pescador que al literato de cenáculo.
Entre 1926 y 1927 realizó las prácticas de piloto de la marina mercante a bordo del paquebote Constantino Candeira, del que era capitán Augusto Lustres Rivas, a quien le dedica «De catro a catro», el poemario concebido durante sus travesías en ese barco. En la publicación del libro participaron Dieste, gestionando las cuestiones editoriales, y Maside, que lo ilustraría.
En 1928 y 1929 hizo tres viajes a América a bordo del buque holandés Gelria y en 1929 desembarcó en Cádiz debido al agravamiento de la tuberculosis que padecía, y de la que sólo sabían unos pocos amigos. El 28 de enero de 1930 falleció en la aldea de Asados (Rianjo).

## Obra
La producción poética de Manuel Antonio es breve, alrededor de 120 poesías clasificadas en los siguientes poemarios o grupos de composiciones:
- Con anacos do meu interior; 18 poemas; escrito entre 1920-1922.
- Foulas; 28 poemas; escrito entre 1922-1925.
- De catro a catro; 19 poemas; escrito entre 1926-1927.
- Sempre e mais despois; 8 poemas; escrito con posterioridad a De catro a catro.
- Viladomar; 6 poemas; escrito en 1928.
- Poemas soltos datados; 27 poemas escritos entre 1918-1928.
- Poemas soltos non datados; 15 poemas, algunos de ellos aparecen escritos en los últimos tiempos de la vida del autor.

- Wikimedia Commons alberga una categoría multimedia sobre Manuel Antonio.

- Datos: Q3131914
- Multimedia: Manuel Antonio Pérez / Q3131914